# ناحیه ابین سمعان
ناحیه ابین سمعان (به عربی: ناحیة أبین سمعان) یک ناحیه در سوریه است که در منطقه الاتارب واقع شده‌است. ناحیه ابین سمعان ۲۱٬۹۲۵ نفر جمعیت دارد.